# Przygody Tomcio Palucha i Calineczki
Przygody Tomcio Palucha i Calineczki (ang. The Adventures of Tom Thumb and Thumbelina, 2002) – amerykański film animowany w reżyserii Glenna Chaika.

## Opis fabuły
Porwany przez ludzi Tomcio Paluch dorastał w szczęśliwej rodzinie. Postanawia odszukać tych, którzy są równie mali jak on. Spotyka rezolutną Calineczkę, która występowała w cyrku złowieszczego Króla Kretów. Mężczyzna więził i chciał ją poślubić. Zakochują się w sobie. Radząc z sobie kolejnymi niebezpieczeństwami, docierają do wioski, w której żyją maleńcy ludzie. Okazuje się jednak, że są oni nękani przez groźnego olbrzyma. Decydują się im pomóc i stawić czoło wielkoludowi.

## Obsada głosowa
- Jennifer Love Hewitt – Calineczka
- Elijah Wood – Tomcio Paluch
- Peter Gallagher – Król Kretów
- Rachel Griffiths – Albertyna
- Robert Guillaume – Ben
- Jane Leeves – Margaret

## Wersja polska
Opracowanie: Telewizja Polska
Reżyseria: Krystyna Kozanecka
Tłumaczenie: Maria Wojciechowska
Dialogi: Joanna Kuryłko
Dźwięk i montaż: Urszula Bylica
Teksty piosenek: Krzysztof Rześniowiecki
Kierownik produkcji: Anna Jaroch
Wystąpili:
- Izabella Bukowska – Calineczka
- Wojciech Brzeziński – Tomcio Paluch
- Wojciech Paszkowski – Król Kretów
- Katarzyna Pysiak – Albertyna
- Jacek Jarosz – Ben
- Ewa Serwa – Bertha
- Krzysztof Krupiński – Daniel
- Jarosław Domin – Godfryd
- Elżbieta Kijowska – Margaret
- Mirosława Nyckowska – Leonia
- Elżbieta Bednarek – Shelley
- Jacek Bursztynowicz – Roman
- Andrzej Bogusz –
  - ojciec Calineczki,
  - narrator

i inni